# Elisabeth Röhm
Elisabeth Röhm (Düsseldorf, 28 de abril de 1973) é uma atriz alemã mais conhecida por seu papel como a promotora assistente Serena Southerlyn no seriado de longa data Law & Order. Também participou de outras séries como The Mentalist, Big Shots e Angel, onde fez o papel da detetive Kate. Participou do filme Miss Congeniality 2: Armed and Fabulous como a agente Janet McKaren. A atriz também faz uma participação especial na segunda temporada da série Beauty and the Beast.
Possui também participação no sériado de televisão Stalker interpretando Amanda, cujo papel é um promotora. Estava no elenco do filme Pânico no Lago: O Capítulo Final.

## Premiações
Röhm, como parte do elenco da série de TV Law & Order, foi indicada por sua atuação em 2001, e novamente por sua atuação em 2003, para o Prémio Screen Actors Guild para melhor elenco em série de drama. Em 2014, Röhm e o resto do elenco ganharam o Prémio Screen Actors Guild para melhor elenco em cinema por seus papéis em American Hustle.
Röhm foi selecionado para a lista "Hot 100" da revista Maxim em 2002.